# Glipa uenoi
Glipa uenoi is een keversoort uit de familie spartelkevers (Mordellidae). De wetenschappelijke naam van de soort is voor het eerst geldig gepubliceerd in 1986 door Takakuwa.